# 印度保留政策
印度保留政策（英語：Reservation in India）源於英國統治印度次大陸時期所建立的平權行動概念。之有這項政策的目的在解決印度社會長期存在的不平等問題，特別是針對歷史上遭受歧視和邊緣化的群體。
英國殖民政府首次引入針對某些群體的優惠待遇，目的是爭取特定社會階層的支持，並管理印度複雜的社會結構。印度獨立後，制憲者將此概念納入憲法，並賦予其更廣泛的社會正義目標。這項政策的願景是矯正數千年來根深蒂固的種姓制度所造成的不公，確保社會各階層都能在國家建設中獲得公平的代表權與發展機會。
根據印度憲法規定，中央政府以及各邦和聯邦屬地政府，被授權在三個主要領域分配一定比例的保留配額（通常稱為"席位"）：
- 高等教育錄取：包括大學、技術學院、醫學院等各類教育機構的入學名額。
- 公共部門就業：涵蓋中央和邦政府的各級公務員職位。
- 政治代表：例如在議會（人民院和各邦立法議會）中為特定群體保留席位。

政策的主要目標是確保"社會和經濟弱勢"的種姓和社群在整個社會中的充分代表性。這些群體主要包括：
- 表列種姓 (Scheduled Castes, SCs)
- 表列部落 (Scheduled Tribes, STs)
- 其他落後階層（OBCs）

近年來，還新增針對經濟弱勢群體 (Economically Weaker Sections, EWS) 的保留，這部分是基於經濟標準而非傳統種姓身份。
印度保留政策自實施以來，一直是公眾激烈討論和辯論的焦點，所圍繞的議題是其影響、實施方式和有效性。支持者認為，這是實現社會公平和包容的必要工具，對於提升弱勢群體的社會地位、教育水平和經濟能力甚為重要。他們指出，儘管政策已實施多年，但由於歷史累積的劣勢深重，許多被保留的群體仍未完全實現與其他社會階層的平等。
然而批評者則認為，這項政策可能導致逆向歧視，影響基於能力的選拔，並可能加劇社會分化。部分批評聲浪也指出，政策未能有效觸及最需要幫助的群體，反而讓其中已經享有一定優勢的奶油層受益。此外，關於如何定義"社會和經濟弱勢"、保留比例的合理性，以及應否引入收入等其他標準來篩選預留資格，都是持續不斷的爭議點。這些複雜的辯論反映出印度社會在追求公平正義道路上的深層次挑戰。

## 歷史

### 獨立前
在印度於1947年宣佈獨立之前，就已存在偏袒某些種姓和社群的配額制度。例如在1881年和1891年就曾提出過各種形式的平權行動要求。戈爾哈布爾土邦的查特拉帕蒂·沙胡大君引入有利於非婆羅門和落後種姓的保留制度，其中大部分於1902年生效。他不分貴賤，為所有人提供免費教育，並開設多所宿舍，以方便這類人接受教育。他還努力確保受教育的人能適當就業，並呼籲建立一個無階級的印度和廢除不可接觸階層。他於1902年的做法中，為落後社群創造50%的保留配額。邁索爾土邦的納爾瓦迪·克里希納拉賈·瓦迪亞大君，針對多個非婆羅門組織對婆羅門主導行政部門提出批評，而於1918年成立一個委員會，以實施政府工作和教育領域中非婆羅門群體成員的保留制度，但遭到其首相M. 維斯韋斯瓦拉亞的反對，並為之辭職以示抗議。第一個正義黨政府於1921年9月16日通過第一份社群政府令（Communal Government Order，G. O. # 613），而成為印度立法史上的首個以實施保留制度的民選機構，此後該制度在印度全境成為常態。
在印度宣佈獨立之前，英國議會在1909年的莫萊-明托改革（又稱1909年印度政府法案）中也引入保留制度的元素，實施許多相關措施。被稱為"受壓迫階級"的印度人在1919年取得一些席位，並於1925年進一步增加。
馬德拉斯管轄地於1927年為非婆羅門的印度教信徒提供44%的保留配額，為婆羅門、穆斯林、基督教信徒和盎格魯印度人提供16%的配額，為表列種姓（Scheduled Caste，SCs）提供8%的配額。
時任英國首相的拉姆齊·麥克唐納在1932年6月的印度圓桌會議期間，提出《社群裁決》的概念，根據裁決，穆斯林、錫克教信徒、印度基督徒、盎格魯印度人和歐洲人將獲得單獨的代表權。受壓迫階級（大致相當於日後的表列部落（Scheduled Tribes，STs）和表列種姓（SCs））被分配一定數量的席位，這些席位將從只有他們才能投票的選區中選出，但他們也可在其他選區投票。這項提案引起爭議：聖雄甘地以絕食方式抗議，但許多受壓迫階級的人，包括B.R.安貝德卡，不得不予以支持。甘地與安貝德卡經過談判後達成協議，共同建立一個單一的印度教選區，並為落後階級保留更多席位。其他宗教，如伊斯蘭教和錫克教的選區則保持獨立。此協議就是著名的浦納協議。
表列種姓首次於1942年在中央服務及其他設施中取得8.5%的保留配額。

### 獨立後
印度於1947年獨立後，針對SCs和STs採取一些重大舉措，1980年代後又針對其他落後階層（OBCs），並於2019年為普通類別中的貧困人口實施類似的措施。該國的平權行動計畫於1950年啟動，是世界上此類計畫中歷史最為悠久的。
印度常見的種姓歧視形式是不可接觸階層的存在。這個做法的主要受害者是SCs。而這項制度已被印度憲法明文禁止。
印度教育部於1954年建議教育機構應為SCs和STs保留20%的名額，並規定在需要時可將最低錄取分數放寬5%。並在1982年明確規定公共部門和政府資助的教育機構，應分別為具有SCs和STs身份的候選人保留15%和7.5%的配額。
曼達爾委員會（或稱"社會與教育落後階級"（SEBC）委員會）於1979年成立，開始進行一項重大變革，以評估社會與教育落後階級的狀況。委員會並無OBCs的確切人口數據，因此採用1931年的人口普查數據，估計該群體的人口佔比為52%。委員會於1980年提出的報告中建議在聯邦政府運作的服務和公共部門機構中，應為OBCs實施27%的保留配額。它呼籲高等教育機構的入學，除非各邦已有更寬鬆的要求，也進行類似變革。這些建議直到1990年代才在聯邦政府的職位中實施。聯邦政府於2006年擴大對其大量資助的高等教育機構中OBCs的保留配額。印度政府於2019年宣佈為普通類別中經濟弱勢群體提供10%的教育機構和政府職位保留配額。
印度憲法第15(4) 條規定："[第15條]或第29條第 (2) 款中的任何內容，均不得阻止國家為任何社會和教育上落後的公民階層，或為表列種姓和表列部落的進步制定任何特別規定。"憲法第46條規定："國家應特別關心人民中弱勢群體的教育和經濟利益，特別是表列種姓和表列部落的教育和經濟利益，並應保護他們免受社會不公正和一切形式的剝削。"
印度最高法院在1992年裁定，保留配額不得超過50%，任何超出此限的都違反憲法保障的平等權，因此保留配額有其上限。然而最近的憲法修正案有超過50%限額的，而且還有一些邦的法律也超過這個50%的限制，此類都在最高法院進行訴訟中。例如在坦米爾那都邦，基於種姓的保留配額高達69%，適用於該邦89%的人口。
印度最高法院於2022年11月7日在Janhit Abhiyan訴印度聯邦（第55/2019號民事請願書）一案中，以3:2的裁決維持第103次憲法修正案的有效性。該修正案的目的在為未保留類別中經濟弱勢群體（EWS）在教育機構入學和政府工作方面提供10%的保留配額，並認為50%的配額上限並非不可侵犯，基於經濟的平權行動可能在消除僅基於種姓的保留制度方面大有助益。這項憲法修正案將中央機構的總保留配額推高至59.50%。
印度最高法院於2024年8月1日以6比1的裁決，支持各邦在其保留制度中為表列種姓和表列部落設立子配額。首席大法官D.Y.錢德拉丘德表示，印度憲法第14條應解釋為"同一法律應適用於處境相似者"。貝拉·特里維迪大法官（女性）提出唯一異議，稱各邦無權"干預"1950年的總統名單，且子配額違反憲法第14條。B.R.加瓦伊大法官同意首席大法官錢德拉丘德的意見，但他補充說適用於OBCs（其他落後階層）的奶油層概念也應適用於SCs/STs群體。

## 保留方案與統計

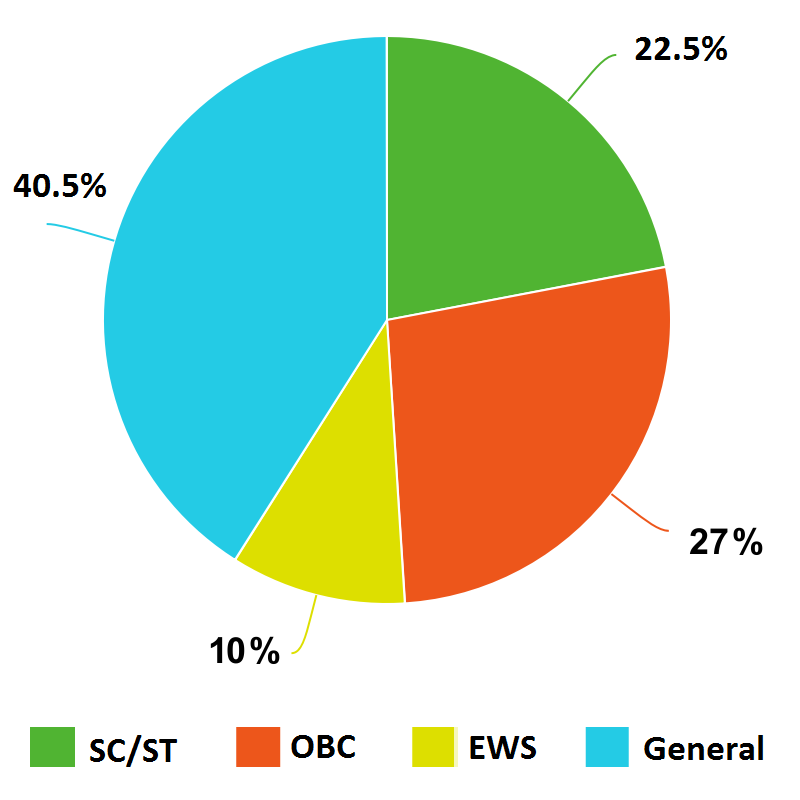
印度中央政府轄下大學與職位中的種姓保留比例狀況。

### 就業方面
印度政府和公共部門將根據兩個不同類別的保留百分比來招聘求職者：
1. 保留類別（SCs、STs、OBCs、EWS和其他少數群體）
2. 公開類別（開放給所有符合資格的求職者競爭的職位類別，不論其種姓、部落、或其他保留類別身份）

在招聘時，保留類別將獲得主要優先權，其中包括為女性預留33%的名額，優先招聘的順序如下：
- 其他女性（普通類別）
- STs女性
- SCs女性
- STs男性
- SCs男性
- OBCs女性
- OBCs男性
- EWS女性
- EWS男性

然後才考慮公開類別。
政府和公共部門在公開類別中根據擇優錄取原則進行招聘，這裡還有一個異常現象，即招聘的優先順序與保留類別相同。
印度政治家Vella Eacharan在喀拉拉邦推動一項極具里程碑意義的政策：首次在政府公職中，為長期處於社會底層的表列種姓和表列部落開啟專項招聘的先河。這項措施的目的在保障這些弱勢群體的就業權益，是印度保留政策發展中的一個重要轉折點。印度最高法院於1993年在Indra Sawhney & Others訴印度聯邦一案中裁定，工作晉升中的保留"違憲"或不符合政治憲法，但允許其繼續實施五年。
而在1995年，為修正憲法第16條，在前述五年繼續實施期限屆滿前制定第77次憲法修正案，以繼續SCs/STs保留晉升的名額。隨後又透過第85次修正案進一步修改，賦予因保留而晉升的SCs/STs候選人"結果性資歷"（consequential seniority）的權益（因保留政策而獲得晉升的SCs/STs候選人，他們所獲得的晉升資歷是結果性資歷，也就是說，這種因保留而實現的資歷加速是永久有效，不會被普通類別員工的"趕上規則（Catch-up Rule）"所逆轉。）。
《印度憲法》第81次修正案的目的在解決政府職位中長期存在的保留名額積壓問題。這項修正案允許政府將過去累積下來、未能填補的預留職位空缺（即"積壓的預留職位" ），視為一個獨立於當年度保留名額的特殊類別。表示這些積壓的職位在填補時，可不受整體保留名額不得超過50%上限的限制。第82次修正案在第335條中插入一項規定，允許各邦在晉升中給予SCs/STs候選人優惠。
上述四項修正案的有效性在最高法院有M. Nagaraj & Others訴印度聯邦及其他案中合併的多項請願書受到挑戰，主要理由是這些修正案改變憲法的"基本結構"。最高法院於2006年維持這些修正案的有效性，但規定相關邦在制定保留條款之前，必須在每個案件中證明存在"令人信服的理由" - 包括"落後性"、"代表性不足（指沒有具體的、可衡量的數據來證明某個特定保留群體在政府服務中確實沒得到與其在人口中比例相稱的代表性）和整體"行政效率"。最高法院進一步裁定，這些條款僅為授權性條款。如果邦政府希望在晉升中為SCs/STs制定保留條款，必須收集可量化的數據，以顯示該階級的落後性和代表性不足。
北方邦政府於2007年在工作晉升中引入保留制度。然而阿拉哈巴德高等法院在2011年援引最高法院的判決，裁定該政策"違憲"。這項裁決在最高法院受到挑戰，而最高法院在2012年維持原判，駁回邦政府的論點，因為政府未能提供充分有效數據來證明其基於種姓晉升員工的做法具有合理性。

### 教育方面
大學根據保留百分比從同樣的兩個類別中分配名額，即：
1. 預留類別
2. 公開類別

政府大學將依據前面提到的相同優先順序進行分配，同時，入學考試費用、錄取分數線、名額分配等都會考慮保留百分比，也適用於其他政府計畫。
在印度，助學金適用於SCs、STs、BCs、OBCs、女性、穆斯林和其他少數群體。印度僅約有0.7%的助學金是根據學業成績來核定的。

### 各邦
在中央政府資助的高等教育機構中，22.5%的可用名額保留給SCs和STs學生（STs佔7.5%，SCs佔15%）。加上額外為OBCs預留27%的名額，總體保留百分比已提高到49.5%。這個比例甚至在印度議會和所有選舉中都得到遵循，其中一些選區專門為來自特定社群的人保留（根據印度選區劃分委員會的規定，下一次調整將在2026年進行）。一些邦和聯邦屬地為女性設立保留名額，比例從5%到33.33%不等。
| 邦/聯邦屬地                    | SCs | STs | OBCs | EWS | 其他保留名額    | 合計 |
| ------------------------------ | --- | --- | ---- | --- | --------------- | ---- |
| 安德拉邦                       | 15  | 6   | 29   | 10  |                 | 60   |
| 安達曼-尼科巴群島              |     | 12  | 38   |     |                 | 50   |
| 阿魯納查邦                     |     | 80  |      |     |                 | 80   |
| 阿薩姆邦                       | 7   | 15  | 27   | 10  |                 | 59   |
| 比哈爾邦                       | 16  | 1   | 33   | 10  |                 | 60   |
| 昌迪加爾                       |     |     | 27   |     |                 | 27   |
| 恰蒂斯加爾邦                   | 13  | 32  | 14   | 10  |                 | 69   |
| 達德拉-納加爾哈維利和達曼-第烏 | 3   | 9   | 27   |     |                 | 39   |
| 德里                           | 15  | 7   | 27   | 10  |                 | 59   |
| 果阿邦                         | 2   | 12  | 27   | 10  |                 | 51   |
| 古吉拉特邦                     | 7   | 14  | 27   | 10  |                 | 58   |
| 哈里亞納邦                     | 20  |     | 23   | 10  |                 | 53   |
| 喜馬偕爾邦                     | 25  | 4   | 20   | 10  |                 | 59   |
| 賈坎德邦                       | 10  | 26  | 14   | 10  |                 | 60   |
| 卡納塔卡邦                     | 17  | 7   | 32   | 10  |                 | 66   |
| 喀拉拉邦                       | 8   | 2   | 40   | 10  |                 | 60   |
| 拉克沙群島                     |     | 100 |      |     |                 | 100  |
| 中央邦                         | 16  | 20  | 14   | 10  |                 | 60   |
| 馬哈拉什特拉邦                 | 13  | 7   | 32   | 10  | 1(孤兒)         | 63   |
| 曼尼普爾邦                     | 3   | 34  | 17   |     |                 | 54   |
| 梅加拉亞邦                     |     | 80  |      |     |                 | 80   |
| 米佐拉姆邦                     |     | 80  |      |     |                 | 80   |
| 納加蘭邦                       |     | 80  |      |     |                 | 80   |
| 奧迪薩邦                       | 16  | 22  | 11   | 10  |                 | 59   |
| 朋迪治理                       | 16  |     | 34   |     |                 | 50   |
| 旁遮普邦                       | 29  |     | 12   | 10  |                 | 51   |
| 拉賈斯坦邦                     | 16  | 12  | 21   | 10  | 5（最落後階層） | 64   |
| 錫金邦                         | 7   | 18  | 40   |     | 20              | 85   |
| 坦米爾那都邦                   | 18  | 1   | 50   |     |                 | 69   |
| 泰倫加納邦                     | 15  | 10  | 29   | 10  |                 | 64   |
| 特里普拉邦                     | 17  | 31  | 2    | 10  |                 | 60   |
| 北方邦                         | 21  | 2   | 27   | 10  |                 | 60   |
| 北阿坎德邦                     | 19  | 4   | 14   | 10  |                 | 47   |
| 西孟加拉邦                     | 22  | 6   | 17   | 10  |                 | 55   |

確切的百分比因邦而異：
- 在坦米爾那都邦，OBCs的保留分為：26.5%的落後種姓（Backward Caste）、3.5%的落後種姓 (穆斯林)以及20%的最落後種姓（Most Backward Caste），還有由全印安納達羅毗荼進步聯盟（AIADMK） 於2020年引入的10.5%子配額給予Vanniyar人，以及7%給予 去標誌部落（英语：Denotified Tribes）（DNT）。其中給予Vanniyar人的7.5%子配額已被馬德拉斯高等法院宣告無效。SCs配額中包含由達羅毗荼進步聯盟（DMK）於2009年引入的3%子配額給予Arunthathiyar人。[51]
- 在馬哈拉什特拉邦，除SCs/STs/OBCs的保留外，還有：SBCs（special backward class）佔2%，遊牧部落 – NT-A (去標誌部落，NT為Nomadic Tribe的縮寫) 佔3%，NT - B佔2.5%，NT - C (Dhangar人) 佔3.5%，NT - D (Vanjari人) 佔2%，SEBC (馬拉地人) 佔10%，以及孤兒佔1%。
- 在印度東北部，例如阿魯納恰爾邦、梅加拉亞邦、那加蘭邦和米佐拉姆邦，邦政府工作為STs的保留高達80%，僅有20%不是。在東北山區大學（英语：North-Eastern Hill University） (NEHU，位於西隆) 和拉吉夫·甘地大學（英语：Rajiv Gandhi University）等中央大學中，60%的名額保留給 STs學生。
- 在西孟加拉邦，OBCs社群被分為OBC A和OBC B。[52]西孟加拉邦沒有依據宗教的保留，但一些經濟和教育上落後的穆斯林種姓（根據與不同職業相關的姓氏，例如鞋匠、織工等）已與其印度教對應者一起被列入OBCs清單，即OBC A和OBC B，這兩個清單中都包含來自兩個社群的種姓。然而在高等教育機構中，目前尚無針對OBCs社群的保留，但在小學、中學和高中階段的入學方面則都設有保留。[53][52]

安得拉邦：
該邦的保留百分比約為50%，包含女性總體1/3的保留計算在內，該邦邦在教育和政府職位中保留有66.66%的名額。
 · SCs – 15%
 · STs – 6%
 · 落後種性（A、B、C、D）– 27%
 · 身體殘疾者（盲人、聾啞人和骨科殘疾者）– 3%（每類1%）
 · 退役軍人（僅限APMS）– 1%（普通類別中佔0.5%）
 · 女性 – 33.33%（所有類別中，表示在普通類別中佔6.66%）
安德拉邦的BC配額包含按A、B、C 和D分類的種姓子配額。在普通類別中，加入殘疾人、退役軍人和女性的16.66%，使得該邦總保留百分比達到66.66%。
阿魯納恰爾邦：
阿魯納恰爾邦為STs提供80%的保留名額。
阿薩姆邦：
 · SCs – 7%
 · STs – 15%
 · OBCs – 27%
 · EWS – 10%
阿薩姆邦在醫學院校的OBCs類別下，為Moran人、Moamoria人和種茶社區等多個其他社群提供子配額。阿薩姆邦內閣於2020年11月將此保留擴展到Rajbanshi人、阿洪姆人和Chutias人。這六個社群正在爭取歸入STs的地位。
阿薩姆邦於2019年1月批准EWS的保留名額。
比哈爾邦：
 · SCs – 20%
 · STs – 2%
 · OBCs – 43%
 · EWS – 10%
比哈爾邦時任首席部長Karpoori Thakur於1970年首次於該邦實施保留政策。該邦邦在政府職位和教育機構中，於OBCs配額設有18%的極端落後種姓（EBCs）子配額，以及3%的落後種姓女性子配額。EWS保留名額於2019年開始實施。
比哈爾邦的保留比例於2023年11月9日增加。加上已有的10%EWS配額，有效配額將達到75%。主要受益者是EBCs和OBCs，其配額擬分別從12%提高到25%，和從8%提高到18%。根據2022年比哈爾邦對種姓的調查，36.01%的人口是EBCs，27.13%是OBCs。對於SCs，擬議的新配額為20%，高於現有的14%。SCs人口的佔比估計為19.65%。然而，STs的配額擬從10%削減至2%。比哈爾邦被劃分為兩個邦：比哈爾邦及賈坎德邦，大部分部落地區劃歸賈坎德邦，新的比哈爾邦部落人口佔比不到2%。
恰蒂斯加爾邦：
 · SCs – 12% (現為16%)
 · STs – 32% (現為20%)
 · OBCs– 14%
 · EBS – 無規定
高等法院表示該邦將OBCs配額提高到27%的條例已失效。
德里：
 · SCs - 15%
 · STs - 7%
 · OBCs - 27%
由於德里是個聯邦屬地，受中央政府管轄，因此德里的政府職位被指定為中央政府職位。在2018年最高法院的一項判決中，裁定由於德里是首都，沒有人是"外來者"，因此該地區的保留應遵循全印度模式。此外，這些保留職位也對來自德里以外的社群開放。
果阿邦：
 · SCs – 2%
 · STs – 12%
- · OBCs – 27%

 · EWS – 10%
 · 身體殘疾者 - 3%
 · 退役軍人 - 2%
 · 運動員 - 3%
該邦於2014年將OBCs保留配額從19.5%提高到27%。並在2019年6月在就業和教育領域實施EWS保留政策。
古吉拉特邦：
 · SCs – 7%
 · STs – 15%
 · OBCs – 27%
 · EWS – 10%
古吉拉特邦也在政府工作中為普通類別女性實施33%的保留。政府曾禁止保留類別申請人去競爭普通類別的席位，這項禁令於2020年撤銷。同樣的，2020年女性保留也擴展到所有類別。古吉拉特邦是首批實施EWS保留的邦之一，此項保留適用於收入低於80萬盧比（而不考慮不動產或其他實物資產的價值）的普通類別候選人。
哈里亞納邦：
 · SCs – 20%
 · STs – 23%
 · EWS – 10%
 · 退役軍人 – 5%
 · 運動員 – 3%
 · 身體殘疾者 – 3%
哈里亞納邦的OBCs被分為A、B、C三類，分別預留11%、6%和6%的名額。晉升中的保留有所不同，但仍根據人口比例。哈里亞納邦於2921年通過一項法律，規定私人企業中月收入低於25,000盧比的工作必須為當地求職者預留75%的名額。然而，旁遮普邦和哈里亞納邦高等法院已於2023年以"違憲"為由將此法駁回。
喜馬偕爾邦：
 · SCs – 25%
 · STs – 4%
 · OBCs – 20%
 · EWS – 10%
在該邦STs比例非常高的表列地區，例如金瑙爾縣、拉豪爾和斯皮提縣，邦政府工作中的STs保留席位百分比就高得多。
賈坎德邦
 · SCs – 10%
 · STs – 26%
 · OBCs – 14% 
 · EWS – 10%
BC目前被歸入為附件1和附件2中。
馬哈拉什特拉邦
 · SCs - 13%
 · STs - 7%
 · OBCs - 19%
 ·  · 特別落後階層 (SBC) - 2%
 ·  · NT – A (去標誌部落) - 3%
 ·  · NT – B (2.5%)
 ·  · NT – C (Dhangar人) - 3.5%
 ·  · NT – D (Vanjari人) - 2%
 · EWS – 10%
馬哈拉什特拉邦在教育機構和政府職位中設有62%的保留名額。
北阿坎德邦：
 · SCs – 19%
 · STs – 4%
 · OBCs – 14%
 · EWS – 10%
北阿坎德邦在教育機構和政府職位中設有47%的保留名額。除垂直保留外，該邦還為女性提供30%的水平保留，為退役軍人 (ES) 提供5%，為殘疾人士 (PWD) 提供4%，為自由鬥士家屬 (DFF，指曾經參與印度獨立運動者) 提供2%，以及為居住在國營孤兒院的孤兒提供5%的保留名額。"垂直保留"主要基於社會和教育的落後性，針對的是傳統上被壓迫或邊緣化的社群，"水平保留"是在垂直保留的基礎之上，為某些在特定方面處於劣勢的群體提供額外機會。

### 排除條款
在印度的保留政策中，中央政府根據社會歷史背景將種姓歸類為SCs、STs或OBCs。而是否會從保留福利中排除，則取決於個人的社會經濟地位、是否為當地人，以及其宗教信仰。對於SCs和STs的個人，採用預先排除標準，而對於OBCs則採用事後排除標準。
- 對於STs個人，以下類別無權享受保留政策的福利：
  - 從表列邦/聯邦屬地搬遷到非表列邦/聯邦屬地。[a]

- 對於SCs個人，以下類別無權享受保留政策的福利：
  - 從表列邦/聯邦屬地搬遷到非表列邦/聯邦屬地。[a]
  - 信奉印度教、佛教和錫克教以外的宗教。[b]

- 對於OBCs，以下類別的人無權享受保留政策的福利：
  - 憲法規定身居高位的官員子女。[c]
  - 身居高位的公務員子女。[d]
  - 高階軍官子女。[e]
  - 專業人士以及從事貿易和工業者的子女。[f]
  - 財產所有者子女。[g]
  - 年收入超過80萬盧比（被視為奶油層）者的子女。8,00,000[h] ([76]

卓越機構（被政府認可為在教學和研究方面達到世界級水準，或具有潛力達到世界級水準的高等教育和研究機構）、研究機構、以及國家和戰略重要性機構，例如高級運算發展中心、霍米·巴巴國家研究所及其十個組成單位、塔塔基礎研究院（孟買）、東北英迪拉·甘地地區健康與醫學科學院（西隆）、物理研究實驗室（艾哈邁達巴德）、維克拉姆·薩拉拜空間中心（提魯沃嫩塔布勒姆）和印度遙感研究所（德拉敦）等高等教育方面沒有保留名額。然而，印度管理研究所 (IIMs)、印度理工學院 (IITs)、國立理工學院 (NIT) 和印度資訊科技學院 (IIIT) 等國家重要性機構，在大學部和研究所課程的入學過程中設有保留名額。
印度最高法院於2015年10月27日作出一項關鍵裁決，要求各邦政府及中央政府終止實施地域配額。這項裁決是在法院批准部分醫學士（MBBS）醫生提出的請願後所作 - 明確指出所有"超專業醫學課程"（即醫學領域中極為專精的高階課程）的入學資格，都必須保持"無保留、開放且不受任何居住地身份限制"。
|                                                                            | 表列種性（SCs） | 表列部落（STs） | 其他落後階層 (OBCs)                                                                                        | Economically Weaker Section (EWS) |
| -------------------------------------------------------------------------- | --------------- | --------------- | --- | --- |
| 1. 印度政府職位保留名額比例                                                | 15%             | 7.5%            | 27% | 10% |
| 2. 政府職位的標準是否適用於這個類別的保留資格？                            | 不適用。        | 不適用。        | 適用。屬於A組或同等類別的政府員工子女，不符合OBCs（其他落後階層）保留資格。對於B組員工，也有一些相關標準。 | 不適用。 |
| 3. "收入限制"這個標準，是否適用於這個類別的保留資格？                      | 不適用。        | 不適用。        | 適用。家庭年其他收入為80萬盧比。在計算家庭年收入時，只考量其他收入，不包含薪資和農業收入。                 | 適用。家庭年收入達到或超過80萬盧比者不符合資格。在計算家庭年收入時，所有類型的收入 - 包括薪資和農業收入 - 都被計算在內。                                                    |
| 4. "農業土地限制"這個標準，是否適用於這個類別的預留資格？                  | 不適用。        | 不適用。        | 不適用。                                                                                                   | 適用。擁有5英畝（約2.02公頃）或以上農業土地的家庭，不符合資格。 |
| 5. "住宅公寓面積限制"這個標準，是否適用於這個類別的預留資格？              | 不適用。        | 不適用。        | 不適用。                                                                                                   | 適用。擁有1,000平方英尺（約92.9平方公尺）或以上住宅公寓的家庭不符合資格。                                                                                                   |
| 6. "住宅地塊面積限制"這個標準，是否適用於這個類別的預留資格？              | 不適用。        | 不適用。        | 不適用。                                                                                                   | 適用。在"公告的市鎮區域"內，擁有100平方碼（約83.6平方公尺）或以上住宅地塊的家庭不符合資格。在"其他區域"內，擁有200平方碼（約167.2平方公尺）或以上住宅地塊的家庭不符合資格。 |
| 7.屬於這個保留類別的人，是否有資格競爭（依據成績/非保留）類別的席位？      | 是              | 是              | 是 | 是 |
| 8. 屬於普通類別（非保留/依據成績）的人，是否有資格申請這個保留類別的席位？ | 否              | 否              | 否 | 否 |
| 附註: 上表資料截至2023年1月31日均適用                                      |                 |                 | | |

## 其他形式的保留

### 按性別

#### 女性
印度憲法第106次修正案（又稱婦女保留法案）於2010年3月9日在聯邦院（上議院）以186票贊成、1票反對而通過。截至2013年3月，人民院（下議院）尚未對該法案進行投票。批評者認為性別不能單獨作為預留的依據，其他因素也應考慮，例如女性候選人的經濟、社會條件，當這些保留名額是為受過良好教育的女性而設立時，問題會更明顯。批評指出，該政策使那些透過家庭關係獲得政治資本的女性受益，而這些女性在擔任公職時，往往也面臨著巨大的學習曲線壓力。此外，女性本身也因為種姓和階級而存在差異，這種二元對立在很大程度上決定女性即便進入了最低層級的治理機構，她們的存在究竟能如何真正影響並解決其選區內其他女性所面臨的問題。
在古吉拉特邦和安德拉邦，所有政府部門和服務，例如警察、衛生、教育和一般行政中，有32%的職位為女性保留。從2015年起，喀拉拉邦在其地方自治機構的所有職位中為女性實施55%的保留。
印度憲法第106次修正案在2023年9月28日的印度議會特別會議期間提出後獲得批准。該修正案為女性在人民院和民選的邦立法議會中保留有33%的席位。

#### 跨性別與非二元性別人士
卡納塔卡邦的一個起草委員會於2017年制定一項政策，為跨性別人士在教育和就業方面設立1%的保留名額。卡納塔卡邦於2021年7月21日實施該政策，而成為印度第一個在所有政府服務中為跨性別社群提供1%保留的邦。政府就此向高等法院提交一份報告，告知已在修訂卡納塔卡邦公務員法後發佈通知。如果沒有跨性別候選人，職位可以從同類別的男性或女性中選出。
Department of Backward Classes, Most Backward Classes and Minorities Welfare (Tamil Nadu)於2015年4月6日發佈一項命令，將沒有社群證明（community certificate）的跨性別人士歸類為"其他落後階級"（OBC）的種姓身份。馬德拉斯高等法院於2024年6月駁回此命令，並指示坦米爾那都邦政府在教育和就業領域為跨性別社群提供1%的水平保留。坦米爾那都邦政府的前述命令被裁定違反印度憲法第14、15、16、19和21條，以及國家法律服務局訴印度聯邦案的判決。
加爾各答高等法院於2024年6月命令西孟加拉邦政府在公共就業中為跨性別人士設立1%的配額。

### 按宗教
雖然印度最高法院已裁定基於宗教的保留"違憲"，但一些邦政府已根據社會教育落後程度和代表性，為宗教少數群體或宗教少數群體中的落後階級分配有保留名額。
坦米爾那都邦政府已分別為穆斯林和基督徒分配有3.5%的名額，因此將OBCs保留從30%調整為23%（屬於此OBCs的穆斯林或基督徒被剔除）。
安德拉邦政府於2004年引入一項法律，為穆斯林提供4%的保留。這項法律在2010年被最高法院的一項臨時命令維持，但最高法院隨後成立一個憲法審判庭以進一步審查此問題。目的在審查基於宗教的配額的合憲性。喀拉拉邦公務員委員會為穆斯林設有12%的配額。宗教少數群體（穆斯林或基督教）教育機構也為穆斯林或基督教宗教提供50%的保留。中央政府已將一些穆斯林社群列為"落後穆斯林"，使其符合保留資格。

### 按經濟狀況
印度政府提出2019年憲法（第124次修正案）法案，為原先未保留類別中經濟弱勢群體的學生提供額外10%的配額。"經濟弱勢群體"的定義將由各邦隨時間界定。憲法修正案規定，他們將僅限於家庭年收入低於80萬盧比且擁有農業土地少於五英畝的人。印度英文版半月刊Business Today刊出的評論指出這些標準幾乎涵蓋100%的人口。目前已有多份請願書提交給印度最高法院，質疑此修正案的合法性。

## 民眾對此政策的看法

### 支持
拉賈斯坦邦的Gujjar人社群於2008年和2010年，要求從OBCs重新歸類為STs，以取得更多的福利。他們開始在該邦的街頭暴力抗議，並封鎖多條鐵路。警方對參與的Gujjar人群眾開槍而引發警方與Gujjar人之間以牙還牙的暴力循環，總共導致37人死亡。他們的舉動遭到拉賈斯坦邦主要STs社群Meena人的反對。
於2019年，由於Gujjar人要求5%的保留而重新開始抗議活動，甚至為此阻擋火車行駛。
賈特人從1990年代開始一直要求取得OBCs地位。他們於2016年又開始一場爭取此地位的運動，採取封鎖道路和線路進行抗議，隨後抗議活動演變成暴力事件。騷亂蔓延到德里和北方邦西部，甚至包含拉賈斯坦邦。暴力的中心在羅赫塔克（哈里亞納邦），造成近340億盧比（48億美元）的財產損失，並有30人死亡。哈里亞納邦政府在壓力下為賈特人和其他高種姓設立一個名為BC的特殊類別，並為其保留10%的名額，但此措施隨後受到法庭阻止。
帕提達人社群（或稱Patel人）自2015年開始在古吉拉特邦爭取OBCs地位。這場運動由Hardik Patel領導，在全邦舉行大規模示威。許多抗議活動隨後演變成暴力事件，造成數千萬盧比的財產損失，導致全邦實施宵禁。這批人與政府的談判破裂後，暴力再次爆發。賈特人抗議活動開始後，帕提達人於2016年再次發動抗議，並在古吉拉特邦舉行遊行，多個城市的抗議活動演變成暴力，而必須調動快速反應部隊進行鎮壓。
安德拉邦的Kapu人社群於2016年1月開始發動抗議活動，要求被歸類為"落後階級"。Kapu人抗議者在圖尼的暴力事件中縱火焚燒火車。2019年，剛成為反對黨的泰盧固之鄉黨提出一項法案，要求從EWS保留名額中撥出5%的子配額給Kapu人。
馬哈拉塔人是馬哈拉什特拉邦的主導種姓，自1990年代開始一直在爭取OBCs地位。2016年在Kopardi發生一起有位15歲馬哈拉塔人女孩受強姦和謀殺案後，馬哈拉塔人社群在全邦發動大規模抗議。他們的要求包括判處被告死刑以及為佔該邦人口16%的馬哈拉塔人社群保留名額。在2017年和2018年曾發生一些設置路障演變成暴力事件，但抗議活動整體而言尚稱和平。馬哈拉什特拉邦政府為他們設立一個特殊的SEBC（社會和教育落後階級）類別，並保留16%的保留名額。但印度最高法院後來宣佈為馬哈拉塔人設立的SEBC保留屬於"違憲"。

### 反對
印度政府於2011年12月22日宣佈在現有OBCs的27%保留中，為宗教少數群體設立4.5%的子配額。理由是被授予OBCs地位的穆斯林社群無法與印度教OBCs社群競爭。據稱這項決定是在印度選舉委員會於2011年12月24日宣佈五個邦的議會選舉時公佈，而政府基於行為準則本來無法宣佈這項決定。選舉委員會於2012年1月12日以違反行為準則為由，暫停實施這項決定。後來負責撰寫印度穆斯林社群最新社會、經濟和教育狀況報告的薩查爾委員會主席薩查爾大法官批評政府的決定，他說："這樣的承諾無助於少數民族中的落後群體。這就像是在愚弄他們。這些人只是為贏得選舉而大放厥詞。"他建議政府不應承諾給予保留，而應專注於改善行政和治理等基本問題。
安德拉邦高等法院於2012年5月28日駁回前述子配額的建議。法院表示該子配額僅依據宗教劃分，而沒有任何其他可理解的依據。法院批評該決定："事實上，我們必須對中央政府處理整個問題的草率態度表示痛心。" 

#### 1990年曼達爾委員會抗議事件
發生於1990年的曼達爾委員會抗議事件，是針對印度政府工作中基於種姓的保留制度而發起。

#### 2006年印度反保留政策抗議事件
發生於2006年的印度反保留政策抗議事件是發生在當年一系列的抗議活動，目的在反對由印度國民大會黨領導的聯合進步聯盟所組成的印度政府決定在中央和私立高等教育機構中實施"其他落後階層"（OBCs）保留名額。此舉引發大規模抗議，尤其來自優勢種姓的學生和醫生，他們聲稱政府的提議具有歧視性、摒棄精英制度，且是出於選票政治的考量。

## 奶油層
"奶油層"（指的是落後階層中那些在社會、經濟和教育方面已經非常進步的成員。他們可被視為此特定落後階層中的"先進部分"，其發展程度與其他優勢階層 (優勢種性) 的成員不相上下）這個名詞最早由Krishna Iyer法官在1975年的"State of Kerala訴NM Thomas"案中提出。他在該案中觀察到："我認為保留制度的危險有三方面。其好處大多被"落後"種姓（或階層）中的頂層奶油層攫取，而讓弱者中的最弱者始終處於弱勢，而讓幸運的階層獨享整個好處。"
於1992年的"Indra Sawhney & Others訴Union of India"判決，確立邦政府權力的限制：它維持50%配額的上限，強調"社會落後 (social backwardness)"的概念，並規定11項指標來確定落後程度。九位法官組成的合議庭判決也確立質性排除的概念，例如"奶油層"。奶油層僅適用於OBCs，不適用於像表列種姓或表列部落等其他群體。奶油層的標準於1993年設定為10萬印度盧比，並在2004年修訂為25萬盧比，2008年修訂為45萬盧比，2013年則提高到60萬盧比。國家落後階層委員會於2015年10月提議，年家庭收入達150萬盧比的OBCs成員應被視為奶油層的最低上限 。委員會也建議將OBCs細分為"落後（backward）" 、"更為落後（more backward）" 和"極度落後（extremely backward）"等區塊，並按其人口比例來分配27%的配額，以確保較優勢的OBCs不會獨佔配額福利。
全國民主聯盟政府於2017年8月宣佈，OBCs類別中適用就業保留的奶油層上限已從每年60萬盧比提高到80萬盧比。

## 註記
1. 1 2  a). If an individual has migrated recently and temporarily, they can't claim reservation in respect to the migrated state/UT but can claim it in respect to the state/UT of origin.
b). If individuals have migrated permanently in the recent past and have a notable population of the community in the migrated state/UT, the community is mostly notified as OBC or, in some cases, as SC.
2. ↑  SC individuals who have converted to Christianity or its progeny generally fall into OBC categories in most states.
3. ↑  Included among the high office holders are the President of India, the Vice-President of India, Judges of the Supreme Court of India, the High Courts chairman, the members of Union Public Service Commission, members of the State Public Service Commission, Chief Election Commissioner, Comptroller Auditor-General of India or any person holding positions of a constitutional nature.[76]
4. ↑  Included among this category are Class I or Class II officers, unless dead or incapacitated.[77] The criteria used for Group A and B are the same as the employees of the Public sector.[76]
5. ↑  High ranks include the rank of colonel and above in the army or in equivalent posts in the Navy, the Air Force, and the Paramilitary Force. But that will hold true provided that-
  1. "the wife of an armed forces officer is herself in the armed forces (i.e., the category under consideration) the rule of exclusion will apply only when she herself has reached the rank of Colonel."
  2. "the service ranks below Colonel of husband and wife shall not be clubbed together"
  3. "if the wife of an officer in the armed forces is in civil employment, this will not be taken into account for applying the rule of exclusion unless she falls in the service category under item No.II in which case the criteria and conditions"[76]
6. ↑  If a person has a high paying job such as physician, lawyer, chartered accountant, income tax consultant, financial or management consultant, dental surgeon, engineer, architect, computer specialist, film artist or other film professionals, author, playwright, sports person, sports professional, media professional or any other vocations of like status. If the husband holds one of the above jobs and the wife does not then the husband's income will be taken into consideration and if the wife holds one of the above jobs then the wife's income will be taken into consideration. The income of the family as a whole will be taken into account because the whole point of the reservation system is to raise the social status of the people that belong to the SC's, ST's and OBCs and if a family's income is high already it is considered that it raises their social status as well.[76]
7. ↑  Included in this category are those who have irrigated land area which is equal to or more than 85% of the statutory ceiling area will be excluded from the reservation. They would only be under reservation if the land is exclusively unirrigated. Those with vacant buildings can use them for residential, industrial or commercial purposes, hence they are not covered under reservations.[76]
8. ↑  This income does not include salaried income and agricultural income
9. ↑  Such institutions include the Centre for Development of Advanced Computing, Homi Bhabha National Institute and its ten constituent units, the Tata Institute of Fundamental Research (Mumbai), the North Eastern Indira Gandhi Regional Institute of Health and Medical Sciences (Shillong), Physical Research Laboratory (Ahmedabad), the Vikram Sarabhai Space Centre (Thiruvananthapuram) and the Indian Institute of Remote Sensing (Dehradun).[78][79]

## 延伸閱讀
- Shourie, Arun (2012). Falling over backwards: An essay on reservations and judicial populism. New Delhi: HarperCollins Publishers. ISBN 978-93-5029-355-3
- Joseph, Manu. . Outlook. 2004-08-23  [2018-04-10].

## 外部連結
- National Commission for Backward Classes
- National Commission for Scheduled Castes
- National Commission for Scheduled Tribes
- Ministry of Social Justice & Empowerment
- . m.thewire.in.   [2025-02-21].